# 林水福
林水福（1953年—）
台灣日本語文學研究者，翻譯家，天主教徒，詔安客家人，生於雲林縣二崙鄉打牛湳村。

## 現職
- 國際芥川學會理事兼台灣分會會長。
- 國際石川啄木學會理事兼台灣啄木學會理事長[1]。

## 學歷
- 天主教輔仁大學日本語文學系文學士
- 日本仙台東北大學文學碩士
- 日本仙台東北大學文學博士

## 經歷
- 台北駐日經濟文化辦事處  台北文化中心 主任
- 國立高雄第一科技大學副校長、外語學院院長、應日系主任。
- 天主教輔仁大學外語學院院長、日本語文學系暨碩士班主任。
- 台灣文學協會 理事長
- 中國青年寫作協會 理事長。
- 中華民國日語教育協會 理事長。
- 國際芥川龍之介學會 臺灣分會會長。
- 興國管理學院日語系客座教授。
- 南台科技大學 應用日語系教授。

## 譯作
- 新渡戶稻造 《武士道》
- 谷崎潤一郎《細雪》、《夢浮橋》、《痴人之愛》、《卍》、《少將滋幹之母》、《鍵》、《瘋癲老人日記》、《春琴抄》、《刺青》、《祕密》、《惡魔》、《神童》、《富美子之足》
- 遠藤周作《深河》、《沉默》、《武士》、《醜聞》、《我拋棄了的‧女人》、《海與毒藥－遠藤周作中短篇小說集》、《對我而言神是什麼?》、《深河創作日記.1990-1992》
- 辻原登《飛翔的麒麟－上》、《飛翔的麒麟－下》、《家族寫真》;
- 井上靖《蒼狼．成吉思汗》
- 大江健三郎 《飼育》(與陳諭霖共同翻譯)
- 紫式部《源氏物語》

其餘翻譯小品文章、短文刊載於各報章雜誌。

## 著作
- 《源氏物語的女性》;
- 《日本文學導遊》;
- 《他山之石》;
- 《日本現代文學掃描》;
- 『讚歧典侍日記の研究』;
- 《中外文學交流》（合著）;
- 《源氏物語是什麼》（合著）等
- 日本，不能直譯：林水福作品集1
- 日本，不能直譯2：關鍵字，其來有自
- 日本，不能直譯3：讀日本文學的人

## 演講實錄
林水福教授為台灣的遠藤周作研究專家, 曾在日本,韓國與台灣等地發表相關論文。2009年8月, 在高雄文學館舉辦的文學家駐館講座中, 林水福教授以《我與遠藤周作》為題, 詳述林教授與遠藤周作結緣及翻譯其作品之經緯。以下為林水福教授在高雄文學館演講的影音實錄。
- 我與遠藤周作 1 （页面存档备份，存于）
- 我與遠藤周作2 （页面存档备份，存于）
- 我與遠藤周作 3 （页面存档备份，存于）
- 我與遠藤周作 4
- 我與遠藤周作 5 （页面存档备份，存于）
- 我與遠藤周作 6

## 獲獎紀錄
- 教育部94年度優秀公務人員
- 第三屆五四獎文學活動獎

## 台灣文學推廣
林水福教授曾於自由時報上刊文評論台灣文學宣傳需由政府支持。